# Universiteit van Greenwich
De Universiteit van Greenwich is een Britse universiteit die in Greenwich is gevestigd.
De belangrijkste campus (Maritime Greenwich) is sinds 1999 gevestigd in het Old Royal Naval College, gelegen aan de zuidzijde van de Theems in het centrum van Greenwich dicht bij Canary Wharf, het financiële centrum van Londen.
De universiteit is gevestigd op de plaats van het voormalige Royal Naval College (Koninklijke Marine Academie), die kan bogen op een lange geschiedenis. Het gebouw werd in de 17de eeuw ontworpen als ziekenhuis voor zeevarenden door Christopher Wren. Nu maakt dit gebouw, als onderdeel van het maritieme complex van Greenwich, deel uit van de Werelderfgoedlijst van UNESCO.
De overige onderdelen van de campus zijn gevestigd in Medway en Eltham, in het zuidoosten van Londen.
De geschiedenis van de universiteit gaat terug tot 1890, toen de Polytechnische School Woolwich werd opgericht. In 1970 fuseerde deze met verschillende andere instellingen voor hoger onderwijs tot de Thames Polytechnic. In de daaropvolgende jaren werden Dartford College (1976), Avery Hill College (1985), Garnett College (1987) en delen van Goldsmith College en City of London College (1988) opgenomen, waardoor ook het gamma aan afstudeerrichtingen zich uitbreidde.
In 1992 werd door de Britse overheid aan de Thames Polytechnic de universitaire status verleend.